# Kupuzište
Kupuzište (cyr. Купузиште) – wieś w Serbii, w okręgu borskim, w gminie Kladovo. W 2011 roku liczyła 237 mieszkańców.